# Antoine Duprat
Antoine Duprat (Issoire, 17 de janeiro de 1463 - Meaux, 9 de julho de 1535) foi um cardeal do século XVII.

## Biografia
Nasceu em Issoire em 17 de janeiro de 1463. Filho de Antoine du Prat, cônsul de Issoire, e Jaqueline Bohier (ou Boyer). Seu sobrenome também está listado como Duprat. Primo do cardeal Antoine Bohier du Prat , OSB (1517).
Aos dez anos foi enviado para estudar numa abadia beneditina perto de Issoire e ali combinou o estudo dos primeiros elementos da ciência com os exercícios mais suaves da piedade; mais tarde, seu pai o enviou para estudar em uma das mais prestigiadas universidades europeias.
Nomeado tenente-general do bailliaige de Montferraut, 1492. Casou-se com Françoise Veiny D'Abrouze em 1493 e teve uma filha e dois filhos; o mais jovem, Guillaume, tornou-se bispo de Clermont em 1527; ela morreu em 19 de agosto de 1508, quando tinha 30 anos. Em 11 de agosto de 1495, foi nomeado procurador-geral do Parlamento de Toulouse. Nomeado pelo rei Luís XII maitre de requêtes de sua casa, em 25 de janeiro de 1504. Tornou-se o quarto presidente do Parlamentode Paris em 1506; no ano seguinte, ele se tornou seu primeiro presidente. Em 1507, Luísa de Sabóia, condessa de Angoulême, confiou-lhe a educação do seu filho, o futuro rei Francisco I de França. Nomeado chanceler e primeiro-ministro pelo rei Francisco I; em 7 de janeiro de 1515, prestou juramento de chanceler. Em agosto de 1515, acompanhou o rei em sua expedição à Itália; a vitória de Marignano desconcertou os príncipes que lutaram contra Francisco, incluindo o Papa Leão X; em 19 de dezembro de 1515 houve uma conferência em Bolonha entre o papa e o rei francês, com a presença também do Chanceler Du Prat; o chanceler negociou com o papa a Concordata de 1516, que acabou com os princípios da "Sanção Pragmática"; por outro lado, ao conceder ao rei o poder de nomear os membros da hierarquia eclesiástica, substituindo as tradicionais eleições canónicas, deu ao poder civil uma autoridade extraordinária sobre os assuntos da Igreja. Após a reunião do Campo do Pano de Ouro em 1520, o chanceler foi encarregado de negociar, com o cardeal Thomas Wolsey, da Inglaterra, a mediação do rei Henrique VIII para encerrar a luta entre a França e a Casa da Áustria; o rei inglês não estava disposto a agir naquele momento e as negociações falharam. O rei francês nomeou-o conde de Valteline. Entrou no estado eclesiástico. a mediação do rei Henrique VIII para acabar com a luta entre a França e a Casa da Áustria; o rei inglês não estava disposto a agir naquele momento e as negociações falharam. O rei francês nomeou-o conde de Valteline. Entrou no estado eclesiástico. a mediação do rei Henrique VIII para acabar com a luta entre a França e a Casa da Áustria; o rei inglês não estava disposto a agir naquele momento e as negociações falharam. O rei francês nomeou-o conde de Valteline. Entrou no estado eclesiástico.
Ordenado em 1517, após a morte de sua esposa.
Eleito arcebispo de Sens em 20 de março de 1525; ocupou a sé até sua morte. Consagrado (nenhuma informação encontrada). Seu lema episcopal era Spes mea Deus . Prior de Saint-Benoît (Fleury) sur Loire de 1525.
Criado cardeal sacerdote no consistório de 21 de novembro de 1527; recebeu o chapéu vermelho e o título de S. Anastasia, em 27 de abril de 1528. Administrador da Sé Metropolitana de Albi, em 23 de dezembro de 1528 até sua morte. Legado a laterena França, 4 de junho de 1530. Em 5 de agosto de 1529, presidiu a conferência de Cambrai, onde foi assinada a paz entre Luísa de Sabóia e Margarida da Áustria. Em 1532, ele completou a união da Bretanha com a França. O chanceler Du Prat desempenhou um papel importante na frente do papa no que diz respeito ao novo casamento do rei Henrique VIII da Inglaterra; ele declarou o risco de uma recusa e escreveu uma carta ao papa em janeiro de 1532 expressando isso, certificando-se de que a carta fosse tornada pública; mas o repúdio à tia do imperador, a rainha Catarina de Aragão, não foi fácil para este fraco papa e fê-lo aceitar o outro lado. Em outubro de 1532, participou de um encontro, preparado por Du Bellay, com o rei inglês em Bolonha; o assunto tornou-se muito difícil por causa da impaciência do rei Henrique, que se casaram novamente sem permissão do papa; quando a excomunhão contra o rei foi emitida pelo papa, o chanceler Du Prat, que levava muito a sério os seus deveres clericais e não queria arriscar a concordata, não seguiu o rei inglês na sua ruptura com Roma. Administrador da Sé de Meaux, 20 de fevereiro de 1534 até sua morte. Não participou do conclave de 1534, que elegeu o Papa Paulo III. Ele é considerado um dos homens mais notáveis da França antiga, perdendo apenas para o cardeal Armand-Jean du Plessis de Richelieu por causa de sua influência na vida de seu país. Ele fez tudo ao seu alcance para aumentar o poder absoluto do rei às custas da nobreza francesa, tomando medidas duras e usando um elaborado sistema fiscal contra eles. Ele se opôs forte e decididamente ao avanço do protestantismo, às vezes permitindo o uso da tortura e da morte; e foi um grande defensor do renascimento das letras.
Morreu em Meaux em 9 de julho de 1535, no Chateau de Nantouillet de sua família , perto de Meaux. Transferido para Sens e sepultado, segundo seu testamento, na sua catedral metropolitana. Em 1793, durante a Revolução Francesa, o seu monumento funerário foi destruído e as suas cinzas dispersas.